# Мамаев, Александр Фёдорович
Александр Федорович Мамаев (1912―1943) ― участник Великой Отечественной войны, старший лейтенант, командир роты морской пехоты, кавалер ордена Ленина.

## Биография
Родился 25 августа 1912 года на территории современной Иркутской области. Его родители трудились на Ленских золотых приисках. В детстве остался без отца и матери. Беспризорничал. 
Затем попал в семью коммунистов и комсомольцев, которые перевоспитали его. Мамаев пошел учиться в фабрично-заводское училище, окончив которое он работал литейщиком. Перед войной был назначен начальником продовольственного снабжения прииска  «Открытый» на Алдане в Якутии.
С началом Великой Отечественной войны был призван в ряды Красной Армии Алданским РВК.
На фронте стал бойцом 142 отдельного батальона морской пехоты 255-й Таманскую отдельную бригаду морской пехоты Черноморского флота. Через некоторое время был назначен командиром взвода, потом роты. В одном из боев его взвод зашел в тыл к немцам. Здесь они захватили в плен немецких связистов, чинивших провода связи. Пленные показали дорогу к командному пункту своего батальона. Советские моряки внезапно атаковали штаб и разгромили его. Было захвачено 120 пленных и знамя батальона.
Через несколько дней взвод Мамаева устроил засаду на колонну румынских войск. В результате этой засады было уничтожено 125 солдат и офицеров противника. 
В феврале 1943 года Мамаев принял участие в десанте на «Малую землю». Его морские пехотинцы атаковали вражеский опорный пункт и захватили радиостанцию.
10 сентября 1943 года советские войска начали штурм Новороссийска. Отряд моряков под командованием Мамаева должен был на катерах десантироваться у села Мысхако.  В катер, где Александр Мамаев, попал вражеский снаряд. Получил смертельное ранение и умер на руках у санинструктора.
Похоронен в братской могиле на территории морской академии в Новороссийске.

## Награды
- Орден Ленина (19 июня 1943) ― за образцовое выполнение боевых заданий командования на фронте борьбы с немецкими захватчиками и проявленные при этом доблесть и мужество
- Орден Красного Знамени
- Орден Красного Знамени

## Память
- Его именем названа улица в городе Новороссийске.

- О нём рассказывают авторы следующих книг: И.Ф. Журухин «Могучий сплав»,1971 г., С. Борзенко «Повинуясь законам Отечества»,1971 г., М.П. Педенко «Фронтовой дневник», Г. Рисман «Песня о Мамаеве»,1979 г.

- Я Якутском издательстве вышла книга «Они сражались за Родину», в которой целая глава посвящена Александру Мамаеву.